# Catharina van York
Catharina van York (Eltham Palace, 14 augustus 1479 - Tiverton Castle,  15 november 1527) was een dochter van koning Eduard IV van Engeland en was door haar huwelijk met William Courtenay gravin van Devon.

## Biografie
Catharina werd geboren als de zesde dochter van koning Eduard IV van Engeland en Elizabeth Woodville. Haar vader begon direct voor haar een huwelijk te regelen en hij onderhandelde met de Katholieke Koningen om haar uit te huwen aan Johan van Aragón, maar dit huwelijk zou nooit plaatsvinden. Na de dood van haar vader werden Catharina en haar broers en zussen door de nieuwe koning Richard III als buitenechtelijke kinderen gezien. Deze situatie veranderde na de slag bij Bosworth en werd ze weer erkend als legitiem kind van Eduard IV. In oktober 1495 arrangeerde koning Hendrik VII een huwelijk voor haar met William Courtenay die toen nog de erfgenaam was van het graafschap Devon.
In 1504 werd de echtgenoot van Catharina aangeklaagd wegens verraad vanwege zijn betrokkenheid bij het complot van Edmund de la Pole. Tijdens zijn gevangenschap was Catharina belast met de opvoeding van de jonge prins Hendrik. Toen haar schoonvader in 1509 overleed erfde haar echtgenoot niet het graafschap. Toen Hendrik VIII koning werd behandelde hij de familie van zijn tante met meer eerbied en kreeg William de titel van zijn vader terug. Kort daarop overleed William en moest Catharina voor korte tijd het graafschap besturen. Tot aan haar dood zou ze in de gunst van de koning blijven staan. In de jaren dat ze weduwe was spendeerde ze veel tijd aan het koninklijke hof of op Tiverton Castle in Devon.

## Nageslacht
Catharine van York kreeg bij William Courtenay drie kinderen:
- Henry Courtenay (ca. 1496 - 1539), markies van Exeter
- Edward Courtenay (ca. 1497 - 1502)
- Margaret Courtenay (ca. 1499 - voor 1526), gehuwd met Henry Somerset, graaf van Worcester